# 杉田敦 (美術評論家)
杉田 敦 （すぎた あつし、男性、1957年 - ）は、日本の美術評論家・美術批評家。東京総合写真専門学校講師、女子美術大学教授。

## 人物
名古屋大学理学部物理学科卒業。名古屋大学では素粒子物理学を専攻。東京工業大学像情報研究施設に2年間在籍。1994年に東京総合写真専門学校講師、のち2005年に女子美術大学芸術学部基礎教養系助教授、2010年から女子美術大学芸術学部美術学科芸術表象専攻教授。
科学哲学、人工知能、美学に関する評論をおこなう。
現代美術作家について考察。
またポルトガル、特にリスボンやアソーレス諸島の、文学、映像、アートなどにも詳しい。
2002年から現代美術、写真、映像を中心としたレンタルスペース 「art & river bank」（ディレクター）をフードコーディネーターである杉田里佳とともに夫婦で運営している。
「art & river bank」と女子美を絡めた活動もしている。

## 著作
- メカノ（青弓社、1991年）
- ノード（青弓社、1993年）
- リヒター、グールド、ベルンハルト（みすず書房、1998年）
- 白い街へ リスボン、路の果てるところ（彩流社、2002年）
- アソーレス、孤独の群島 ポルトガルの最果てへの旅（彩流社、2005年）
- ナノ・ソート 現代美学、あるいは現代美術で考察するということ（彩流社、2008年）
- アートで生きる（編集）（美術出版社、2010年）
- inter-views(編著)（美学出版、2011）

## 受賞歴
- da Ordem do Mérito（ポルトガル勲章、2010年）